# Не Хайшэн
Не Хайшэ́н (кит. упр. 聂海胜, пиньинь Niè Hǎishèng) (род. 13 октября 1964) — китайский тайконавт (космонавт).

## Биография
Родился в уезде Цзаоян провинции Хубэй в бедной семье, в которой было восемь детей, он был шестым ребёнком.
Окончил высшую школу в своей провинции. В 1984 году поступил в лётную школу. Служил лётчиком-истребителем в Народно-освободительной армии Китая (НОАК). Был командиром эскадрильи, командиром группы, мастером-навигатором. Получил воинское звание — полковник, в котором и совершил космический полёт. После полёта было присвоено воинское звание старший полковник, а позднее генерал-майор.
12 июня 1989 года в самолёте, которым управлял Не Хайшэн, на высоте 4000 метров произошёл взрыв, и двигатель остановился. Самолёт начал падать. Не Хайшен пытался восстановить контроль над падающим самолётом вплоть до минимальной высоты 400—500 метров, и только тогда катапультировался.
Не Хайшэн был отобран в отряд космонавтов в январе 1998 года из более чем 1500 лучших пилотов КНР. Он был резервным космонавтом первого пилотируемого полёта Китая на корабле «Шэньчжоу-5».

## Космические полёты
Совершил космический полёт вместе с Фэй Цзюньлуном, в качестве пилота, на корабле «Шэньчжоу-6» с 12 по 16 октября 2005 года. Во время этого космического полёта Не Хайшэн отметил свой 41-й день рождения.
Продолжил подготовку и был включён командиром космического корабля в экипаж вместе с Чжан Сяогуан и Ван Япин к полёту на станцию «Тяньгун-1». Этот экипаж был дублирующем на корабле «Шэньчжоу-9». В таком составе они и продолжили тренировки далее. Весной 2013 года они были названы основным экипажем на полёт в корабле «Шэньчжоу-10» к станции «Тяньгун-1».
Не Хайшэн совершил свой второй космический полёт в июне 2013 года на корабле «Шэньчжоу-10» командиром корабля. 13 июня корабль «Шэньчжоу-10» был пристыкован к орбитальному модулю «Тяньгун-1», после чего тайконавты перешли на станцию (модуль) и приступили к выполнению различных научных экспериментов.
В июне — сентябре 2021 года Не Хайшэн принял участие в космическом полете на корабле «Шэньчжоу-12».
Статистика
| # | Стартовый корабль | Старт, UTC            | Экспедиция                | Корабль посадки | Посадка, UTC          | Налёт                        | Выходы в открытый космос | Время в открытом космосе |
| - | ----------------- | --------------------- | ------------------------- | --------------- | --------------------- | ---------------------------- | ------------------------ | ------------------------ |
| 1 | Шэньчжоу-6        | 12.10.2005, 01:00 UTC | Шэньчжоу-6                | Шэньчжоу-6      | 16.10.2005, 20:32 UTC | 04 суток 19 часов 32 минуты  | 0                        | 0                        |
| 2 | Шэньчжоу-10       | 11.06.2013, 09:38 UTC | Шэньчжоу-10, Тяньгун-1(3) | Шэньчжоу-10     | 26.06.2013, 00:07 UTC | 14 дней 14 часов 29 минут    | 0                        | 0                        |
| 3 | Шэньчжоу-12       | 17.06.2021, 01:22 UTC | Шэньчжоу-12, Тяньхэ       | Шэньчжоу-12     | 17.09.2021, 07:34 UTC | 92 дней 4 часов 11 минут     | 1                        | 5 часов 55 минут         |
|   |                   |                       |                           |                 |                       | 111 суток 14 часов 12 минута | 1                        | 5 часов 55 минут         |

## Семейное положение
Не Хайшэн женат и имеет дочь 1994 года рождения.